# L'Expansion
Pour les articles homonymes, voir Expansion.
L'Expansion est un magazine économique mensuel français qui appartient au Groupe L'Express. Face à l’effondrement des ventes, il disparaît en février 2017.

## Histoire

Ancien logo de L'Expansion.

Le magazine est fondé en octobre 1967 par Jean Boissonnat et Jean-Louis Servan-Schreiber avec le soutien financier de L'Express et le groupe américain McGraw Hill. En France, c'est « le premier magazine économique destiné aux cadres ». L'Express et McGraw Hill sortent respectivement du capital en septembre 1973 et décembre 1974. En 1979, la parution passe de mensuelle à bimensuelle.
Il a appartenu successivement à Vivendi, au groupe Express-Expansion (Socpresse), au groupe Express-Roularta, avant d'être racheté en janvier 2015 par Mag&NewsCo (Marc Laufer et Patrick Drahi).
Il a créé, en partenariat avec le Centre d'étude des niveaux de vie, un organisme canadien, le bonheur intérieur net (BIN), un indice de mesure économique et sociale.
En 2015, le rachat par Mag&NewsCo (Marc Laufer et Patrick Drahi) provoque l'inquiétude des syndicats du magazine, qui craignent la poursuite d'une politique de réduction des couts, une stratégie « low cost » et une atteinte à l'indépendance éditoriale. La même année, les ventes chutent de manière spectaculaire (-39,5 %), un effondrement qui se poursuit au premier semestre 2016 avec une baisse de près de 41 %, la plus importante pour un magazine en France. En juin 2016, la diffusion du magazine tombe à 45 640 exemplaires, soit trois fois moins que six ans auparavant. À la fin de l'année 2016, l'arrêt du magazine est programmé et devient effectif en février 2017 ; les journalistes étant incorporés à la rubrique « Économie » de L'Express, au sein d'un nouveau cahier, logé au cœur du magazine.

## Diffusion
| Année | Diffusion France payée | Diffusion France payée | Diffusion totale |
| ----- | ---------------------- | ---------------------- | ---------------- |
| 1991  |                        |                        | 143 454          |
|       |                        |                        |                  |
| 1998  | 134 927                | NC                     | NC               |
|       |                        |                        |                  |
| 2002  | 149 850                | NC                     | NC               |
|       |                        |                        |                  |
| 2010  | 140 311                | NC                     | NC               |
| 2011  | 138 202                | –1,5 %                 | 143 986          |
| 2012  | 137 530                | –0,5 %                 | 142 630          |
| 2013  | 135 574                | –1,4 %                 | 140 107          |
| 2014  | 121 032                | –10,7 %                | 125 307          |
| 2015  | 73 175                 | –39,5 %                | 86 687           |